# Juliane Werding
Juliane Werding (* 19. Juli 1956 in Essen) ist eine deutsche Pop- und Schlagersängerin, Autorin und Schauspielerin. 1972 gelang ihr mit Am Tag, als Conny Kramer starb, einer Coverversion von The Night They Drove Old Dixie Down, der musikalische Durchbruch. Ihre erfolgreichste Veröffentlichung ist die Single Wenn du denkst, du denkst, dann denkst du nur, du denkst mit über drei Millionen verkauften Einheiten. Zu ihren weiteren Erfolgen gehören auch die Songs Nacht voll Schatten und Stimmen im Wind. Ihr erfolgreichstes Studioalbum ist das im Jahr 1986 veröffentlichte Album Sehnsucht ist unheilbar, das mit Platin ausgezeichnet wurde.

## Leben
Juliane Werding wuchs in Essen auf und besuchte dort ab 1967 das katholische Gymnasium B.M.V.-Schule Essen. 1973 erwarb sie die Mittlere Reife und ging zwei Jahre auf die Handelsschule in Bottrop. Nach der Ausbildung zur PR-Frau 1982 arbeitete Werding in einer Münchner PR-Agentur. 1985 kündigte sie ihren Agenturjob und begann eine Ausbildung zur Heilpraktikerin. Im Sommer 1987 wurde ihr Sohn geboren, zwei Jahre später ihre Tochter. Im selben Jahr beendete Werding ihre Ausbildung zur Heilpraktikerin und eröffnete eine Praxis in München. Ab 2009 arbeitete sie in Starnberg als Heilpraktikerin. 
Werding war von 2001 bis 2008 mit dem Theologen und Publizisten Uwe Birnstein (* 1962) liiert. Die Ehe wurde nach sechs Jahren 2012 geschieden.

## Musikalische Karriere

### 1970er Jahre
1970 nahm Werding ein Demoband auf und schickte es der Fernsehsendung Talentschuppen des Südwestfunks. Daraufhin wurde sie zu einer Vorentscheidung eingeladen, die sie gewann. Am 19. Juni 1971 folgte der erste Auftritt im Talentschuppen mit dem Lied Das Schilf. Bereits vor der Sendung erhielt sie ihren ersten Plattenvertrag.
Der Durchbruch gelang ihr im Frühjahr 1972 mit der Veröffentlichung von Am Tag, als Conny Kramer starb auf Hansa. Hans-Ulrich Weigel schrieb das Stück als inhaltlich bearbeitete deutsche Coverversion von The Night They Drove Old Dixie Down (The Band, 1969), die sich im Arrangement an der englischsprachigen Coverversion von Joan Baez von 1971 orientierte. Der Titel erreichte den ersten Platz der deutschen Charts und konnte sich 14 Wochen lang in den Top Ten halten. Ein weiterer musikalischer Fernsehauftritt folgte im Juli 1972 mit dem ebenfalls von Weigel getexteten Öko-Lied Der letzte Kranich vom Angerburger Moor in den Rhein-Main-Hallen bei der ZDF-Starparade. Das im August 1972 folgende Debütalbum In tiefer Trauer, das die beiden Titel enthält, hielt sich fünf Monate in den Deutschen Albumcharts und verkaufte sich 100.000 Mal. Am Ende des Jahres wurde Werding mit der Goldenen Europa der Europawelle Saar und dem goldenen Bravo Otto als beliebteste Sängerin des Jahres ausgezeichnet.
1973 kam Werdings zweites Studioalbum Mein Name ist Juliane heraus und koppelte daraus Wildes Wasser aus, eine deutsche Coverversion des Progressive-Rock-Songs Nights in White Satin der britischen Band The Moody Blues. Sie trat mit dem Song im Juni 1973 in der 47. Ausgabe der ZDF-Hitparade auf, woraufhin das Stück Platz 40 in den deutschen Charts erreichte. 1975 entstand unter der Regie ihres Musikproduzenten Peter Meisel die aus der Feder von Gunter Gabriel stammende Single Wenn du denkst, du denkst, dann denkst du nur, du denkst, die mit über drei Millionen verkauften Einheiten zu ihrer erfolgreichsten Veröffentlichung ihrer musikalischen Karriere wurde. In den Charts erreichte die Platte Platz 4. Es folgten das gleichnamige dritte Album, das mit dem Bravo Otto und dem Silbernen Löwen von RTL ausgezeichnet wurde, sowie weitere 1970er-Hits wie Man muss das Leben eben nehmen, wie das Leben eben ist, Komm und hilf mir durch die Einsamkeit der Nacht und Morgens Fremde, mittags Freunde. Ihre 1978 und 1979 erschienenen Studioalben Oh Mann, oh Mann... und … ein Schritt weiter wurden kein kommerzieller Erfolg.

### 1980er Jahre
1980 veröffentlichte Werding ihr sechstes Studioalbum Traumland, das unter dem Titel Auf dem Weg zu meinem Ich 1988 erneut erschien. 1983 veröffentlichte sie Nacht voll Schatten, eine deutsche Version von Mike Oldfields Moonlight Shadow. Sie trat mit dem Song zweimal in der ZDF-Hitparade auf; sie wurde per TED-Abstimmung am 19. September 1983 auf Platz eins gewählt und durfte ihn daher in der Folgeausgabe am 17. Oktober erneut singen.
Geh nicht in die Stadt (heut’ Nacht), Sonne auf der Haut (die deutsche Variante von Nik Kershaws Wouldn’t It Be Good) und Drei Jahre lang erschienen in Deutschland und in den Benelux-Staaten im Jahr 1984. Im selben Jahr schrieb das Popduo Cora für Werding den später erfolgreichen Neue-Deutsche-Welle-Song Amsterdam (Liebe hat total versagt), welchen sie jedoch ablehnte. Zusammen mit dem Münchner Produzenten und Komponisten Harald Steinhauer und Texter Michael Kunze brachte Werding im November 1984 ihr achtes Studioalbum Ohne Angst heraus. Für das Album wurde ihr im darauffolgenden Jahr die Goldene Stimmgabel verliehen. Im  selben Jahr beteiligte sie sich gemeinsam mit anderen Künstlern beim von Herbert Grönemeyer initiierten Benefizprojekt Band für Afrika mit und war auch an dem Lied Nackt im Wind, das anlässlich des Live-Aid-Konzerts in Köln weltweit gezeigt wurde, beteiligt.
Nach der Lead-Single Stimmen im Wind erschien das neunte Studioalbum Sehnsucht ist unheilbar. Das Album war über ein Jahr in den Charts und wurde für 750.000 Einheiten mit Platin und Triple-Gold ausgezeichnet. Die Singles Das Würfelspiel und Sehnsucht ist unheilbar gingen in die Top-30.
Auch die nachfolgenden Studioalben Jenseits der Nacht (1987), Tarot (1988) und die Hitsammlung Stationen (1989) wurden mit Gold ausgezeichnet und es erschienen weitere erfolgreiche Singleauskopplungen wie Vielleicht irgendwann, Starke Gefühle, Nebelmond und Wie weit ist Eden. Darüber hinaus wurde sie in Berlin vom ZDF in der Kategorie „Künstlerin des Jahres“ mit der Berolina ausgezeichnet und erhielt abermals die Goldene Stimmgabel.

### 1990er Jahre
Udo Arndt und Ex-Spliff-Keyboarder Reinhold Heil produzierten 1990 das zwölfte Studioalbum Zeit für Engel, das ebenfalls Gold-Status erreichte. Werding veröffentlichte in diesem Jahr mit ihrem Kollegen Werner Stumpf ihr erstes Buch Mit ganzer Kraft gesund. Das 13. Studioalbum Zeit nach Avalon zu geh’n produzierte Armand Volker 1991 für Werding; die Ende September 1991 daraus erschienene Single Avalon erreichte Platz 63 in den Deutschen Singlecharts. Wie bereits in den 1980er Jahren steuerte Harald Steinhauer etwa die Hälfte der Titel bei, die andere Hälfte schrieb sie mit Andreas Bärtels. Werding erhielt abermals die Goldene Stimmgabel als erfolgreichste Künstlerin.
Zusammen mit Andreas Bärtels und Mats Björklund trat Werding 1992 erstmals als Produzentin in Erscheinung. Das 14. Studioalbum Sie weiß, was sie will, die gleichnamige Single und Geister über Afrika hielten sich mehrere Wochen in den Top-100 der Charts. Ein Jahr später erhielt sie die Goldene Stimmgabel. Du schaffst es, eine Coverversion des Roy-Orbison-Hits You Got It, sowie das gleichnamige 15. Album wurden 1994 veröffentlicht. Die zweite Single Engel wie Du sang Werding zusammen mit Viktor Lazlo und Maggie Reilly. Dieses Trio absolvierte im Herbst eine Deutschland-Tournee durch 20 Städte – Juliane Werdings erste Live-Tour, der fortan etwa alle zwei Jahre weitere folgen sollten.
Für ihr 1997er-Werk Land der langsamen Zeit erhielt sie nicht nur eine Echo-Nominierung, sondern auch ihre fünfte Goldene Stimmgabel. In diesem Jahr erschien ebenfalls ihre Maxi-CD Weißt Du, wer ich bin? Mit deren Titelsong, der sich des Themas Reinkarnation annimmt, trat Juliane Werding unter anderem erfolgreich in der ZDF-Hitparade auf, die sie sogar gewinnen konnte. In der Jahres-Hitparade belegte sie mit Weißt du, wer ich bin Platz 2.
1999 steuerte Werding für die ARD-Fernsehserie Drei mit Herz das Titellied Alles kann passier’n bei. Ein Jahr später erschien I Remember, ein Duett mit Howard Jones. Diesen Titel präsentierten Werding und Jones einmalig bei der Verleihung der Goldenen Europa.

### 2000er Jahre
Zur Veröffentlichung der Kompilation Der Weg 1972–1999 tourte Werding im Jahr 2000 mit ihrer achtköpfigen Band durch Deutschland und spielte 27 Konzerte. Im August 2001 kam ihr 19. Studioalbum Es gibt kein Zurück heraus, auf dem sie den Titel One to Make Her Happy des österreichischen Musikers Marque unter dem Titel Daisy coverte. Zwischen Februar und April 2002 tourte sie durch 24 deutsche Städte. Zum Tourstart erschien das Liederbuch Lieder 1971–2001 mit 183 Texten. Es folgten das 20. Studioalbum Die Welt danach (2004) sowie die Juliane-Werding-DVD mit einem Konzertmitschnitt aus dem Berliner Friedrichstadtpalast. Ihr 21. Studioalbum, Sehnsucher, erschien 2006, gefolgt von dem gleichnamigen Buch Sehnsucher – 7 Wege, mit der Sehnsucht zu leben. Im Herbst gingen Juliane Werding & Band wieder auf Tournee. Das Programm erschien als erste Live-CD Werdings.
Als Lead-Single ihres 22. und zugleich letzten Studioalbums erschien 2007 das Lied Haus überm Meer. Das dazugehörende Album Ruhe vor dem Sturm stieg als höchster Neueinsteiger der Woche im Januar 2008 in die deutschen Albumcharts ein und erreichte somit ihre erfolgreichste Chartplatzierung seit 18 Jahren. Im Februar und März gingen Juliane Werding und Band wieder auf Tournee. 2009 zog sich Werding aus dem Musikgeschäft in das Privatleben zurück.

## Weitere künstlerische Tätigkeiten

### Schauspielerei
1980 hatte Werding unter der Regie von Werner Schroeter als Moderatorin einen einmaligen Gastauftritt als Schauspielerin in dem Filmdrama Palermo oder Wolfsburg. Ab Ende 2000 absolvierte sie einen Schauspielkurs und spielte eine Rolle in dem Theaterstück Die Vagina-Monologe von Eve Ensler. Das Stück wurde im Münchner Metropol-Theater aufgeführt. Im Juni und Juli 2002 spielte sie im Münchener Metropol-Theater eine neu inszenierte Fassung der Vagina-Monologe.

### Autorin
1991 veröffentlichte Werding mit Mit ganzer Kraft gesund ihr erstes Buch. Zusammen mit ihrem damaligen Lebenspartner Uwe Birnstein erschien 2001 ihr zweites Werk Sagen Sie mal, Herr Jesus … – und andere Interviews mit Menschen der Bibel; 2003 folgte die 2., durchgesehene Auflage. 2006 publizierte sie den Ratgeber Sehnsucher. 7 Wege, mit der Sehnsucht zu leben. Im Oktober 2007 kam mit Huren, Heuchler, Heilige – Interviews mit Menschen der Bibel ein weiteres Buch mit dazugehörigem Hörbuch in Zusammenarbeit mit Uwe Birnstein heraus.

## Diskografie
Studioalben

| Jahr | Titel                                                                               | Höchstplatzierung, Gesamtwochen/‑monate, AuszeichnungChartplatzierungen (Jahr, Titel, Platzierungen, Wochen/Monate, Auszeichnungen, Anmerkungen) | Höchstplatzierung, Gesamtwochen/‑monate, AuszeichnungChartplatzierungen (Jahr, Titel, Platzierungen, Wochen/Monate, Auszeichnungen, Anmerkungen) | Höchstplatzierung, Gesamtwochen/‑monate, AuszeichnungChartplatzierungen (Jahr, Titel, Platzierungen, Wochen/Monate, Auszeichnungen, Anmerkungen) | Anmerkungen                                                |
| Jahr | Titel                                                                               | DE | AT | CH | Anmerkungen                                                |
| ---- | ----------------------------------------------------------------------------------- | --- | --- | --- | ---------------------------------------------------------- |
| 1972 | In tiefer Trauer auch bekannt als: Juliane Werding                                  | DE19 (5 Mt.)DE | — | — | Erstveröffentlichung: 16. August 1972                      |
| 1973 | Mein Name ist Juliane                                                               | — | — | — | Erstveröffentlichung: 1973                                 |
| 1975 | Wenn du denkst, du denkst, dann denkst du nur, du denkst                            | DE30 (2 Mt.)DE | — | — | Erstveröffentlichung: 16. Oktober 1975                     |
| 1977 | Oh Mann, oh Mann...                                                                 | — | — | — | Erstveröffentlichung: 1977                                 |
| 1978 | … ein Schritt weiter                                                                | — | — | — | Erstveröffentlichung: 1978                                 |
| 1980 | Traumland auch bekannt als: Auf dem Weg zu meinem Ich (Wiederveröffentlichung 1988) | — | — | — | Erstveröffentlichung: 1980                                 |
| 1984 | Ohne Angst                                                                          | — | — | — | Erstveröffentlichung: 24. Juli 1984                        |
| 1986 | Sehnsucht ist unheilbar                                                             | DE17 Platin · (62 Wo.)DE | — | — | Erstveröffentlichung: 28. Februar 1986 Verkäufe: + 500.000 |
| 1987 | Jenseits der Nacht                                                                  | DE8 Gold · (20 Wo.)DE | — | — | Erstveröffentlichung: 27. März 1987 Verkäufe: + 250.000    |
| 1988 | Tarot                                                                               | DE11 Gold · (31 Wo.)DE | — | — | Erstveröffentlichung: 25. Juli 1988 Verkäufe: + 250.000    |
| 1990 | Zeit für Engel                                                                      | DE10 Gold · (15 Wo.)DE | — | — | Erstveröffentlichung: 21. August 1990 Verkäufe: + 250.000  |
| 1991 | Zeit nach Avalon zu geh’n                                                           | DE42 (11 Wo.)DE | — | — | Erstveröffentlichung: 14. Oktober 1991                     |
| 1992 | Sie weiß was sie will                                                               | DE36 (11 Wo.)DE | — | — | Erstveröffentlichung: 16. Oktober 1992                     |
| 1994 | Du schaffst es!                                                                     | DE35 (12 Wo.)DE | — | — | Erstveröffentlichung: 26. August 1994                      |
| 1995 | Alles okay?                                                                         | — | — | — | Erstveröffentlichung: 20. Oktober 1995                     |
| 1997 | Land der langsamen Zeit                                                             | DE42 (7 Wo.)DE | — | — | Erstveröffentlichung: 1. September 1997                    |
| 1998 | Sie                                                                                 | DE41 (3 Wo.)DE | — | — | Erstveröffentlichung: 30. November 1998                    |
| 2001 | Es gibt kein zurück                                                                 | DE65 (3 Wo.)DE | — | — | Erstveröffentlichung: 27. August 2001                      |
| 2004 | Die Welt danach                                                                     | DE36 (6 Wo.)DE | — | — | Erstveröffentlichung: 5. Juli 2004                         |
| 2006 | Sehnsucher                                                                          | DE45 (4 Wo.)DE | — | — | Erstveröffentlichung: 17. März 2006                        |
| 2008 | Ruhe vor dem Sturm                                                                  | DE21 (5 Wo.)DE | — | — | Erstveröffentlichung: 11. Januar 2008                      |

grau schraffiert: keine Chartdaten aus diesem Jahr verfügbar

## Schriften
- 1991: Mit ganzer Kraft gesund
- 2001: Sagen Sie mal, Herr Jesus…
- 2002: Songbuch – Lieder 1971 bis 2001 (Songtextbuch)
- 2002: Ihre größten Erfolge (Notenbuch)
- 2006: Sehnsucher. 7 Wege, mit der Sehnsucht zu leben
- 2007: Huren, Heuchler, Heilige

## Auszeichnungen
- Bravo Otto
  - 1972: „Gold“ in der Kategorie „Sängerin“
  - 1975: „Gold“ in der Kategorie „Sängerin“
- Goldene Europa
  - 1972
- Goldene Stimmgabel
  - 1985, 1987, 1991, 1993, 1998
- Löwe von Radio Luxemburg
  - 1975: „Silber“ für die Single „Wenn du denkst, du denkst, dann denkst du nur, du denkst“
- Berolina
  - 1987: Künstlerin des Jahres
- RSH-Gold
  - 1990 (in der Kategorie „Künstlerin National“)